# Andrzej Pyrchla
Andrzej Pyrchla (ur. w 1971 w Katowicach, zm. w 2017 w Egipcie) – polski autor książek z dziedziny informatyki. Współpracował z Wydawnictwem Helion. Jego książki sprzedały się w liczbie ponad 70 000 egzemplarzy.

## Publikacje
- 2003 –  ABC Sam składam komputer
- 2003 –  BIOS. Leksykon kieszonkowy
- 2004 –  BIOS. Przewodnik
- 2004 –  BIOS. Kapesní příručka, wydanie czeskie
- 2004 –  BIOS. Pruvodce, wydanie czeskie
- 2004 –  Sam si stavim počítač, wydanie czeskie
- 2005 –  BIOS. Leksykon kieszonkowy. Wydanie II
- 2005 –  ABC Sam składam komputer. Wydanie II
- 2005 –  BIOS. Przewodnik. Wydanie II
- 2006 –  ABC Sam naprawiam komputer
- 2007 –  BIOS. Tablice informatyczne
- 2007 –  BIOS. Przewodnik. Wydanie III
- 2007 –  BIOS. Leksykon kieszonkowy. Wydanie III
- 2007 –  ABC Sam składam komputer. Wydanie III
- 2008 –  ABC Sam naprawiam komputer. Wydanie II
- 2009 –  Montaż komputera PC. Ćwiczenia praktyczne
- 2010 –  ABC Sam składam komputer. Wydanie IV
- 2010 –  BIOS. Przewodnik. Wydanie IV
- 2011 –  BIOS. Leksykon. Wydanie IV